# Porta Caelimontana
De Porta Caelimontana, ook bekend als de Boog van Dolabella en Silanus, is een bewaard gebleven stadspoort uit de Muur van Servius Tullius in Rome.

## Poort in de Servische Muur
De poort stond op de Caelius heuvel en ontleent daaraan ook zijn naam. Over de vroege geschiedenis van de Porta Caelimontana is niet veel bekend. Aan de binnenzijde van de poort liep de Clivus Scauri en buiten de muur begon de Via Caelimontana, een kleine weg die in oostelijke richting de heuvel afliep.

## Boog van Dolabella en Silanus
In de 1e eeuw v.Chr. was de macht van het Romeinse Rijk zo groot geworden, dat de Servische Muur zijn verdedigingsfunctie had verloren. De muur en zijn poorten werden niet meer onderhouden en vervielen of werden afgebroken.
De Porta Caelimontana werd in 10 n.Chr. echter volledig herbouwd. Een inscriptie op de poort maakt melding van deze herbouw in opdracht van senaat, door de beide consuls van dat jaar, Publius Cornelius Dolabella en Gaius Junius Silanus. Hierdoor kwam de Porta Caelimontana bekend te staan als de "Boog van Dolabella en Silanus", maar een echte triomfboog is het niet.
Enkele decennia later liet keizer Nero een aftakking van het Aqua Claudia aquaduct voor de Caelius bouwen. De architecten maakten gebruik van de stevige constructie van de Porta Caelimontana om het aquaduct erbovenop te bouwen.

## Architectuur
De Boog is gebouwd uit grote blokken travertijn. Oorspronkelijk was de enkelvoudige doorgang 6,5 meter hoog, maar doordat het grondniveau door de eeuwen heen is gestegen is dit tegenwoordig nog maar 4,5 meter. De verweerde inscriptie die melding maakt van de herbouw is op de oostelijke zijde boven de doorgang nog zichtbaar. Een paar tufstenen blokken van de Servische Muur zijn naast de poort bewaard gebleven, maar het overgrote deel van de muur is verdwenen.
Porta Collina · Porta Viminalis · Porta Esquilina · Porta Querquetulana · Porta Caelimontana · Porta Capena · Porta Naevia · Porta Raudusculana · Porta Lavernalis · Porta Trigemina · Porta Flumentana · Porta Carmentalis · Porta Fontinalis · Porta Sanqualis · Porta Salutaris · Porta Quirinalis